# Fronreute

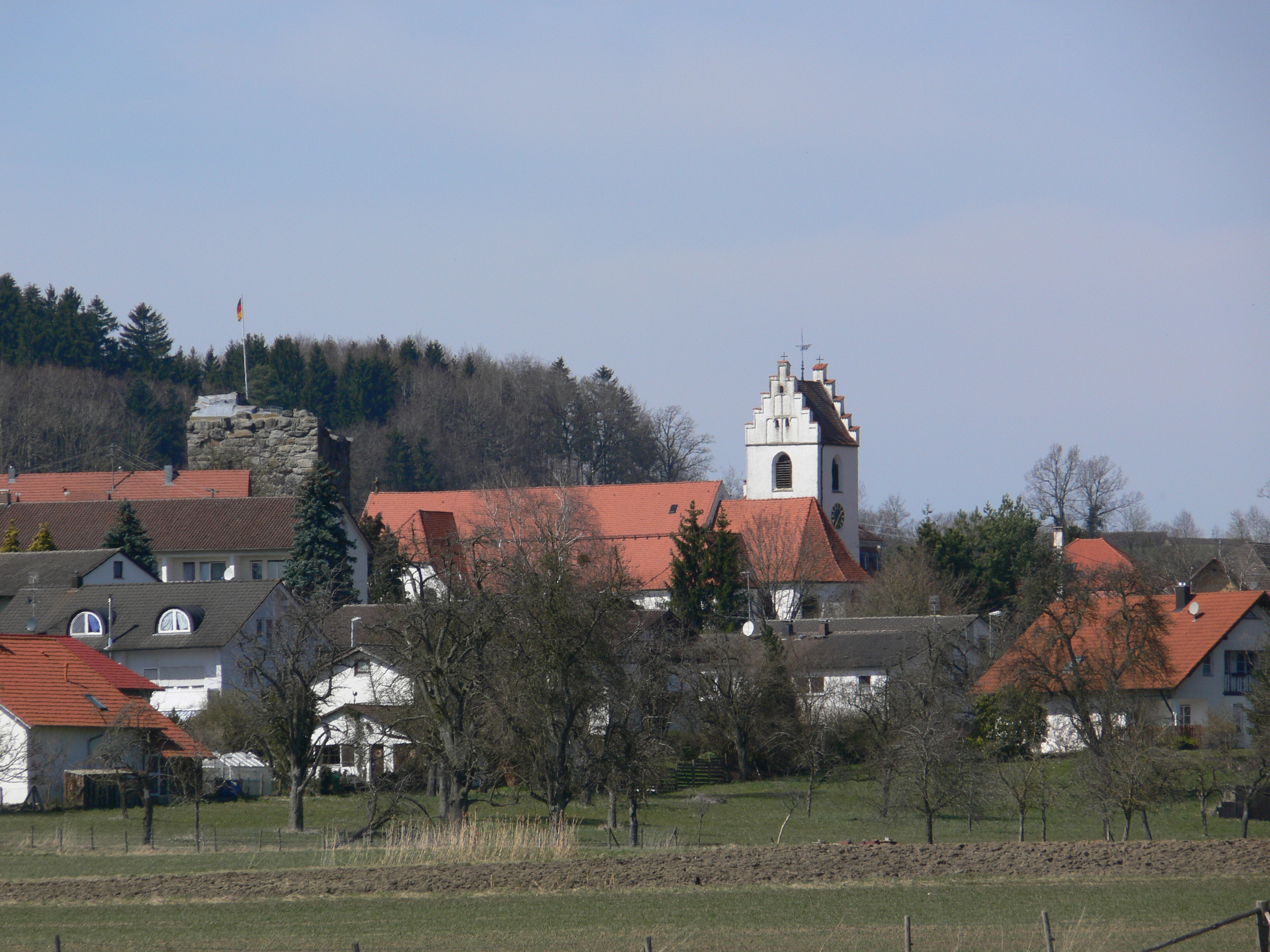
Fronhofen mit Turmruine und Pfarrkirche St. Konrad und Vinzenz

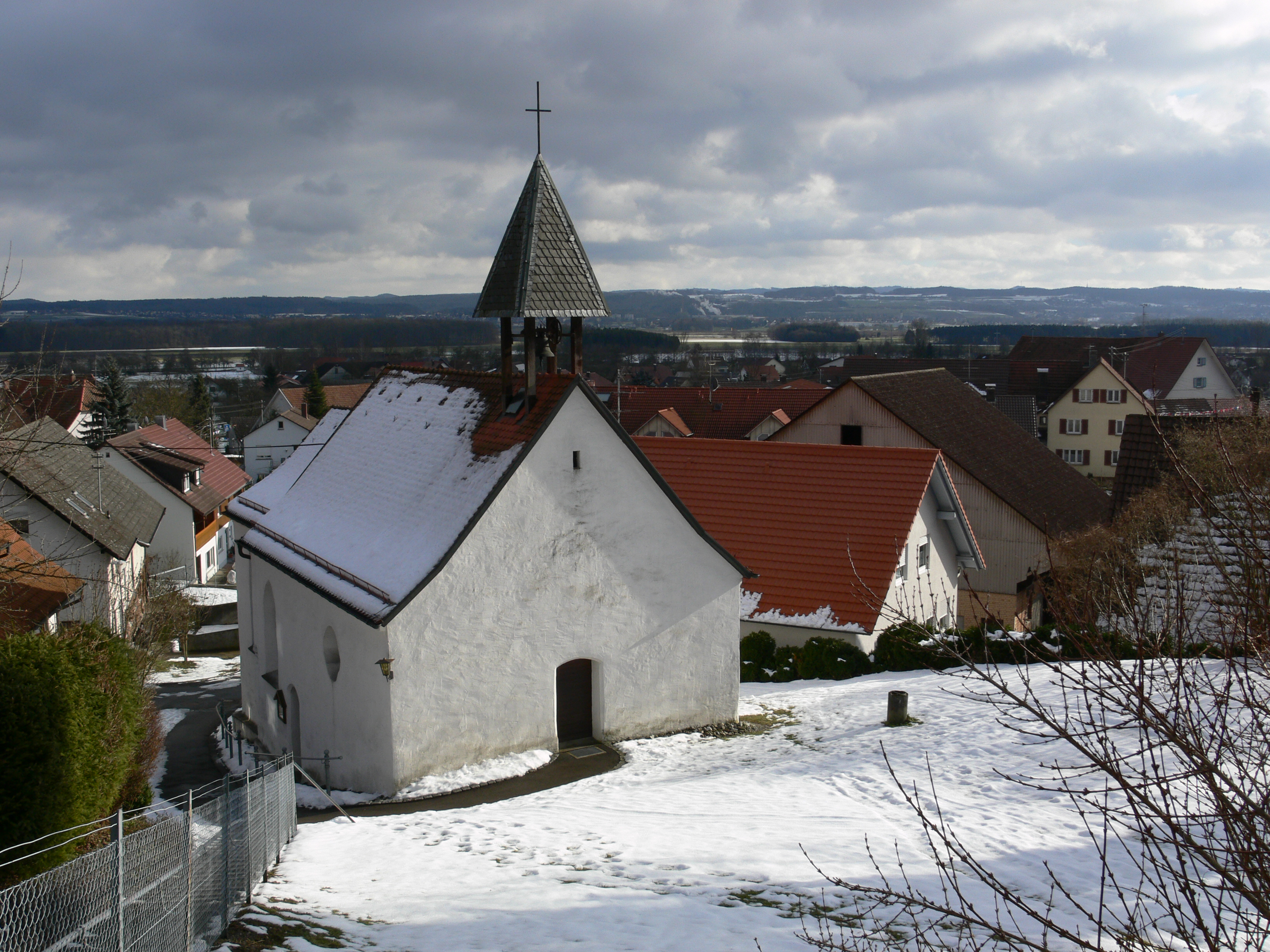
Wallfahrtskapelle in Staig

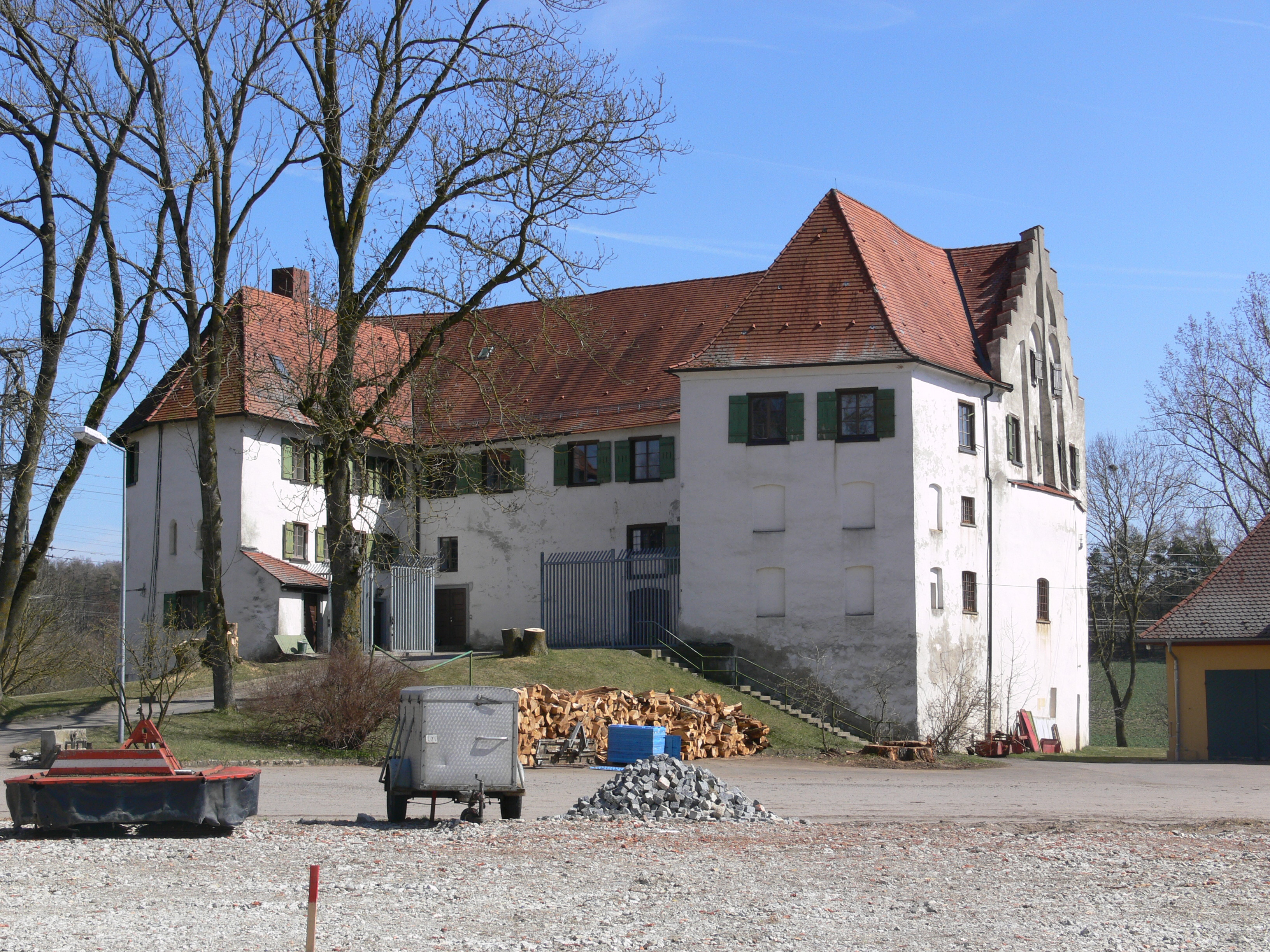
Schloss Bettenreute

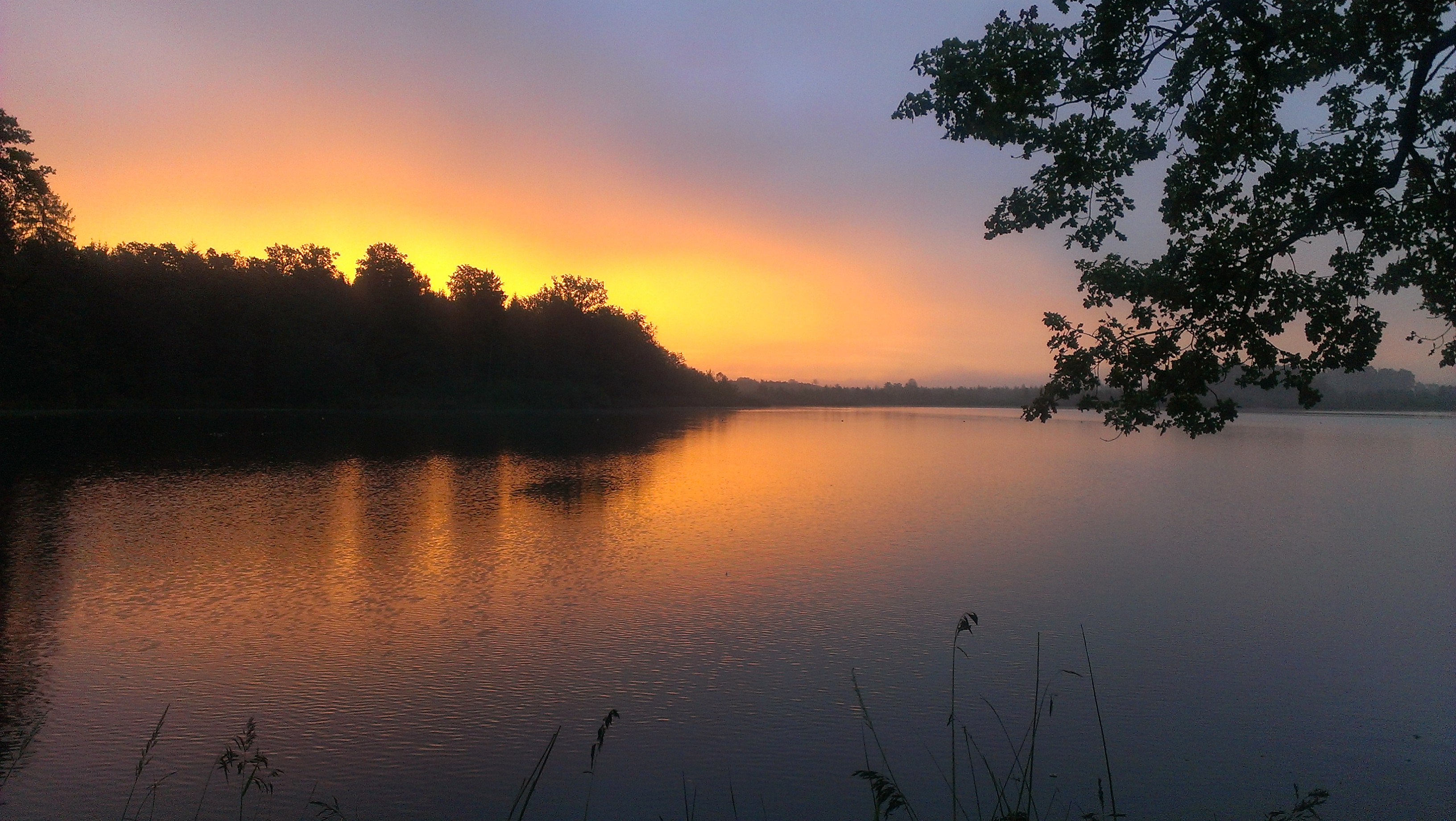
Sonnenaufgang über dem Häckler Weiher

Fronreute ist eine Gemeinde in Baden-Württemberg und gehört zum Landkreis Ravensburg.
Fronreute liegt in Oberschwaben nahe der Kreisstadt Ravensburg und der Stadt Weingarten. Die Gemeinde besteht aus den drei Ortschaften Blitzenreute, Staig und Fronhofen mit insgesamt 25 Weilern auf einer Fläche von 4800 Hektar. Damit ist Fronreute eine der größten Flächengemeinden in Baden-Württemberg. Strukturell gesehen ist Fronreute eine Wohngemeinde mit Landwirtschaft und handwerklichen Betrieben. Die Gemeinde ist Mitglied des Gemeindeverwaltungsverbands Fronreute-Wolpertswende mit Sitz in Wolpertswende.

## Geographie

### Räumliche Ausdehnung
Mit rund 4608 ha Fläche verteilt auf insgesamt 41 Wohnplätze ist die Gemeinde Fronreute eine der größten Flächengemeinden Baden-Württembergs. Die Ortschaft Fronhofen hat eine Fläche von 2781 ha und die Ortschaft Blitzenreute 1827 ha.
Angrenzende Gemeinden sind von Norden im Uhrzeigersinn Altshausen, Wolpertswende, Baindt, Baienfurt, Berg, Horgenzell, Wilhelmsdorf, Fleischwangen und Ebenweiler (alle Landkreis Ravensburg).

### Gemeindegliederung
Die Gemeinde hat 5134 Einwohner, wobei 2144 Einwohner auf den Ortsteil Blitzenreute mit den Weilern Baienbach, Hasenried, Staudenhof, Buchsee, Häge, Ober- und Unterspringen entfallen. Die Ortschaft Staig mit den Weilern Eyb, Meßhausen, Preußenhäusle und Oberes Ried hat 1382 Einwohner. Der Ortsteil Fronhofen mit seinen Weilern Balmbühl, Bettenreute, Egg, Einöd, Ergetsweiler, Fronreutehof, Feldmoos, Furthaus, Geratsreute, Grünlingen, Gunatsreute, Hübschenberg, Korb, Malmishaus, Möllenbronn, Obelhofen, Oberaichen, Ried, Ruprechtsbruck, Schlupfen, Schreckensee, Steinishaus, Weiherhaus, Wengen, Wielatsried, Wiesenhofen und Wiesentann hat 1608 Einwohner.

### Demografie
Die Gemeinde Fronreute ist demografisch gesehen eine sehr junge Gemeinde. 23 % der Bevölkerung sind unter 18 Jahre. Weitere 63 % sind in der Altersgruppe 18 bis 65 Jahre. Nur 14 % der Bevölkerung sind älter als 65 Jahre. Die Bürger der Gemeinde gehen größtenteils außerhalb der Gemeinde einer Erwerbstätigkeit nach. Nur etwa ein Viertel findet in Arbeitsstätten der Gemeinde Arbeit. Die Betriebe sind vorwiegend handwerklicher Art. Trotz des Strukturwandels ist die Gemeinde nach wie vor von der Landwirtschaft geprägt.

### Schutzgebiete
Im Gemeindegebiet sind unter anderem die Naturschutzgebiete Bibersee, Blinder See, Dornacher Ried mit Häckler Ried, Häckler Weiher und Buchsee, Schenkenwald und Schreckensee ausgewiesen.

## Geschichte

### Übersicht
Das Gebiet der heutigen Gemeinde gehörte schon im frühen 10. Jahrhundert zum Besitz der Welfen, die dort die späteren Reichsfreiherren von Königsegg – damals noch Herren von Fronhofen genannt – einsetzten. Später gehörte die Gegend zur Reichsabtei Weingarten. Mit der Säkularisation aufgrund des Reichsdeputationshauptschlusses fiel das Gebiet an das Königreich Württemberg, wo es dem Oberamt Ravensburg zugeordnet wurde. Bei der Kreisreform während der NS-Zeit in Württemberg gelangten die Gemarkungen von Blitzenreute und Fronhofen 1938 zum Landkreis Ravensburg. 1945 wurde das Gebiet Teil der Französischen Besatzungszone und kam somit zum neu gegründeten Land Württemberg-Hohenzollern, welches 1952 im Land Baden-Württemberg aufging.

### Gemeinde Fronreute
Die Gemeinde Fronreute in ihrer jetzigen Form wurde während der Zeit der Gebietsreform in Baden-Württemberg am 1. September 1972 durch den Zusammenschluss von Blitzenreute und Fronhofen geschaffen.

## Religionen
Fronreute ist wie das gesamte Umland römisch-katholisch geprägt. Die Gemeinde ist Sitz der Pfarrei St. Konrad in Fronhofen und der Pfarrei St. Laurentius in Blitzenreute, die beide zum Dekanat Allgäu-Oberschwaben gehören. Die evangelisch-lutherischen Christen in Fronreute sind Gemeindeglieder der evangelischen Kirchengemeinde Mochenwangen, die das Gebiet der politischen Gemeinden Wolpertswende und Fronreute umfasst. Sie gehört zum Dekanat Ravensburg und hat 613 Gemeindeglieder in Wolpertswende sowie 625 Gemeindeglieder in Fronreute (Stand: 2004).

## Politik
Das Rathaus der Gemeinde Fronreute befindet sich im Ortsteil Blitzenreute inmitten des Dorfes neben der Kirche.

### Gemeinderat
Der Gemeinderat in Fronreute besteht aus den gewählten 14 ehrenamtlichen Gemeinderäten und dem Bürgermeister, der den Vorsitz führt und im Gemeinderat stimmberechtigt ist.
Die Kommunalwahl am 9. Juni 2024 führte zu folgendem Ergebnis. Die Wahlbeteiligung lag bei 70,43 %.
| Partei / Liste | Stimmenanteil | Sitze | Ergebnis 2019    |
| Freie Wähler   | 51,00 %       | 7     | 38,45 %, 5 Sitze |
| Bürgerliste    | 49,00 %       | 7     | 22,15 %, 5 Sitze |
| CDU            | 0 %           | 0     | 28,40 %, 4 Sitze |

### Bürgermeister
Bürgermeister Oliver Spieß wurde im Juni 2010 mit 95,1 % der Stimmen wiedergewählt. Er wurde im Juli 2018 mit 92,7 % der Stimmen zum dritten Mal wiedergewählt.

### Wappen
| Wappen der Gemeinde Fronreute | Blasonierung: „In geteiltem Schild oben in Gold (Gelb) ein schreitender, hersehender blauer Löwe, unten von Rot und Gold (Gelb) mit drei Teilungen schräg gerautet.“ |
| Wappen der Gemeinde Fronreute | Wappenbegründung: Durch Vereinigung von Blitzenreute und Fronhofen wurde am 1. September 1972 die Gemeinde Fronreute gebildet. So wie der Name der neuen Gemeinde eine Kombination von Namensbestandteilen ihrer beiden kommunalen Vorgängerinnen darstellt, vereinigt auch das neue Gemeindewappen Bestandteile der beiden früheren Wappen in sich. Blitzenreute wird durch die obere Schildhälfte repräsentiert. Schon sein früheres Wappen zeigte den mit – gegenüber dem Adelswappen – ausgetauschten Farben dargestellten hersehenden Löwen der Herren von Biegenburg, deren Burgsitz hier stand. Ebenso steht die untere, vom Rautenschild der aus dem Fronhofer Ortsadel hervorgegangenen Grafen von Königsegg abgeleitete Hälfte des neuen Gemeindewappens für Fronhofen, das den Rautenschild zuvor ohne Zutat geführt hatte. Am 24. Juni 1980 verlieh das Landratsamt das Wappen und die Flagge. |

Wappen der ehemals eigenständigen Gemeinden

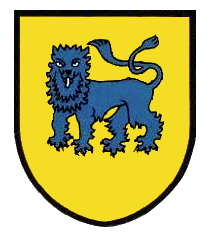
Blitzenreute
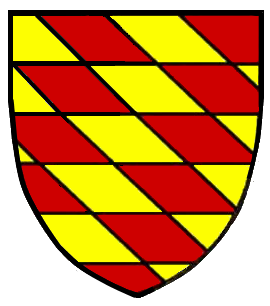
Fronhofen

### Gemeindepartnerschaft
Partnergemeinde von Fronreute ist seit 1995 die polnische Gemeinde Tarnowo Podgórne in der Woiwodschaft Großpolen.

## Kultur und Sehenswürdigkeiten

### Bauwerke
- Turmruine in Fronhofen – Rest einer welfischen Turmburg, vermutlich um 1130 erbaut
- Pfarrkirche St. Konrad und Vinzenz, Fronhofen – 1292 begründet, Turm aus dem 13./14. Jahrhundert. Der heutige Kirchenbau ist das Ergebnis mehrerer Umbauten im 17./18. Jahrhundert sowie im Jahr 1910.
- Pfarrhaus, Fronhofen – Barockbau von 1792
- Pfarrkirche St. Laurentius und Jakobus, Blitzenreute – 1696 als Umbau einer Kapelle errichtet
- Wallfahrtskapelle, Staig – Chor von 1498, 1710 vergrößert, mit bedeutender Ausstattung
- Zehntstadel, Staig
- Schloss Bettenreute, Bettenreute (heute Außenstelle der JVA Ravensburg)

### Veranstaltungen
- Seit 2017 findet das Kleinkunstfestival Einhaldenfestival (begründet 2004 auf dem Hof Einhalden in Horgenzell) Ende Juli und Anfang August auf dem Kaseshof im Ortsteil Geratsreute statt.

## Wirtschaft und Infrastruktur

### Landwirtschaft
Trotz des Strukturwandels ist die Gemeinde nach wie vor von der Landwirtschaft geprägt und sie hat in der Gemeinde einen hohen Stellenwert. In Fronreute gibt es 55 landwirtschaftliche Haupt- und 38 Nebenerwerbsbetriebe. Sie bewirtschaften 3002 ha landwirtschaftliche Fläche.

### Bildung
In Blitzenreute und Fronhofen gibt es jeweils eine reine Grundschule. Für die jüngsten Einwohner gibt es zudem zwei römisch-katholische und einen gemeindlichen Kindergarten.

### Verkehr
Durch den Ortsteil Ruprechtsbruck führt als Landes-Radfernweg der Oberschwaben-Allgäu-Radweg. Er ist eine Rundstrecke über Ulm und Tettnang und verläuft dabei aus Fleischwangen kommend nach Ruprechtsbruck und weiter nach Ebenweiler.

## Persönlichkeiten

### Söhne und Töchter der Gemeinde
- Johann Nepomuk von Kettenacker (1783–1855), deutscher Ministerialrat und Rechtsgelehrter
- Richard Blankenhorn (1886–1968), württembergischer Pädagoge und Politiker
- Erwin Reisch (1924–2018), Agrarökonom
- Rudolf Köberle (* 1953), CDU-Politiker, MdL, ehemaliger Landwirtschaftsminister Baden-Württembergs sowie ehemaliger Minister und Bevollmächtigter des Landes Baden-Württemberg beim Bund

### Weitere mit der Gemeinde verbundene Persönlichkeiten
- Horst Kalbhenn (1929–2012), Maler und Bildhauer, lebte in Blitzenreute
- Gregor Hübner (* 1967), Komponist, Violinist und Pianist, wuchs in Fronreute auf
- Veit Hübner (* 1968), Kontrabassist, wuchs in Fronreute auf
- Susanne Fellner (* 1985), Eishockey-Nationalspielerin
- Thomas Böse-Bloching (* 1975), stellv. Bundesvorsitzender vom Bund der Deutschen Landjugend

## Trivia
- Der Ortsteil Blitzenreute wird im Text des Schwobarock Songs Ratzariader Schenkelbatscher von Grachmusikoff als Blitzareite erwähnt.[10]